# Pontins Professional de 1974
El Pontins Professional de 1974 fue un torneo de snooker, profesional y de invitación, que se celebró en la localidad galesa de Prestatyn entre el 4 y el 11 de mayo de 1974. Fue la primera edición del Pontins Professional. Ray Reardon, que se impuso a John Spencer en la final, se proclamó campeón.

## Resultados
Recalcado en negrita figura el ganador de cada partido.
|  | cuartos de final (al mejor de 13) | cuartos de final (al mejor de 13) |              |    | semifinales (al mejor de 15) | semifinales (al mejor de 15) |  |  | final (al mejor de 19) | final (al mejor de 19) |
|  |                                   |                                   |              |    |                              |                              |  |  |                        |                        |
|  |                                   |                                   |              |    |                              |                              |  |  |                        |                        |
|  |                                   |                                   |              |    |                              |                              |  |  |                        |                        |
|  | Ray Reardon                       | 7                                 |              |    |                              |                              |  |  |                        |                        |
|  | Ray Reardon                       | 7                                 |              |    |                              |                              |  |  |                        |                        |
|  | Fred Davis                        | 4                                 |              |    |                              |                              |  |  |                        |                        |
|  | Fred Davis                        | 4                                 | Ray Reardon  | 8  |                              |                              |  |  |                        |                        |
|  |                                   |                                   | Ray Reardon  | 8  |                              |                              |  |  |                        |                        |
|  |                                   | Cliff Thorburn                    | 5            |    |                              |                              |  |  |                        |                        |
|  | Cliff Thorburn                    | Cliff Thorburn                    | 5            | 7  |                              |                              |  |  |                        |                        |
|  | Cliff Thorburn                    |                                   |              | 7  |                              |                              |  |  |                        |                        |
|  | Jackie Rea                        | 2                                 |              |    |                              |                              |  |  |                        |                        |
|  | Jackie Rea                        | 2                                 | Ray Reardon  | 10 |                              |                              |  |  |                        |                        |
|  |                                   |                                   | Ray Reardon  | 10 |                              |                              |  |  |                        |                        |
|  |                                   | John Spencer                      | 9            |    |                              |                              |  |  |                        |                        |
|  | John Spencer                      | John Spencer                      | 9            | 7  |                              |                              |  |  |                        |                        |
|  | John Spencer                      |                                   |              | 7  |                              |                              |  |  |                        |                        |
|  | Eddie Charlton                    | 5                                 |              |    |                              |                              |  |  |                        |                        |
|  | Eddie Charlton                    | 5                                 | John Spencer | 8  |                              |                              |  |  |                        |                        |
|  |                                   |                                   | John Spencer | 8  |                              |                              |  |  |                        |                        |
|  |                                   | Rex Williams                      | 4            |    |                              |                              |  |  |                        |                        |
|  | Rex Williams                      | Rex Williams                      | 4            | 7  |                              |                              |  |  |                        |                        |
|  | Rex Williams                      |                                   |              | 7  |                              |                              |  |  |                        |                        |
|  | John Pulman                       | 6                                 |              |    |                              |                              |  |  |                        |                        |
|  | John Pulman                       | 6                                 |              |    |                              |                              |  |  |                        |                        |